# Tirunesh Dibaba
Tirunesh Dibaba (Bokoji, Etiòpia 1985) és una atleta etíop, especialista en curses de llarga distància i guanyadora de tres medalles olímpiques.

## Biografia
Va néixer l'1 d'octubre de 1985 a la ciutat de Bokoji, població situada a la regió d'Arsi.
És germana de la també atleta i medallista olímpica Ejegayehu Dibaba, cosina de Derartu Tulu i està casada amb Sileshi Sihine, tots ells especialistes dels 10.000 metres.

## Carrera esportiva
Especialista en les proves dels 5.000 m. i 10.000 metres, va participar, als 19 anys, en els Jocs Olímpics d'Estiu de 2004 realitzats a Atenes (Grècia), on va aconseguir guanyar la medalla d'or en la prova dels 5.000 metres. En els Jocs Olímpics d'Estiu de 2008 realitzats a Pequín (República Popular de la Xina) va aconseguir revalidar el seu títol en 5.000 m., guanyant així mateix el títol en els 10.000 metres, establint en la final olímpica un nou rècord olímpic. Amb la seva victòria en les dues proves es convertí en la primera dona que aconseguí guanyar les dues curses de llarga distància en uns mateixos Jocs.
Al llarg de la seva carrera ha guanyat quatre medalles d'or en el Campionat del Món d'atletisme, vuit medalles en el Campionat del Món de camp a través, cinc d'elles d'or, i tres medalles en el Campionat d'Àfrica d'atletisme, dues d'elles d'or.

## Millors marques

### A l'aire lliure
| Prova    | Temps         | Data                 | Seu                     |
| -------- | ------------- | -------------------- | ----------------------- |
| 3.000 m  | 8:29.55       | 28 de juliol de 2006 | Londres (Regne Unit)    |
| 5.000 m  | 14:11.15 (RM) | 6 de juny de 2008    | Oslo (Noruega)          |
| 10.000 m | 29:54.66      | 15 d'agost de 2008   | Pequín (Xina)           |
| 5 km     | 14:51         | 3 d'abril de 2005    | Carlsbad (Estats Units) |
| 15 km    | 46:28 (RM)    | 15 de novembre 2009  | Nimega (Països Baixos)  |

### En pista coberta
| Prova    | Temps    | Data                 | Seu                     |
| -------- | -------- | -------------------- | ----------------------- |
| 3.000 m  | 8:33.37  | 26 de gener de 2008  | Boston (Estast Units)   |
| 2 milles | 9:12.23  | 20 de febrer de 2010 | Birmingham (Regne Unit) |
| 5.000 m  | 14:27.42 | 27 de febrer de 2007 | Boston (Estats Units)   |